# ديد سيتي
ديد سيتي (بالإنجليزية: Dade City)‏ هي مدينة أمريكية تقع في ولاية فلوريدا. تبلغ مساحة هذه المدينة 8.8 (كم²)،ويبلغ عدد سكانها 6188 نسمة حسب إحصاء سنة 2010 م 6188.تشير إحصاءات سنة 2000 م بأن الكثافة السكانية في هذه المدينة تقدر بـ(728.4) نسمة/كم2 

## أعلام
- كلينتون هارت
- روي روبرتس
- جريج جنكينز
- مارثا بارنت
- جوش جونسون